# Gare d'Évrunes
La gare d’Évrunes est une gare ferroviaire française, aujourd’hui fermée, de la ligne de Clisson à Cholet, située sur le territoire de la commune de Mortagne-sur-Sèvre, dans le département de Vendée, en région Pays de la Loire.

## Situation ferroviaire
Établie à 81 mètres d'altitude, la gare d'Évrunes est située au point kilométrique (PK) 26,85 de la ligne de Clisson à Cholet, entre les gares ouvertes de Torfou - Le Longeron - Tiffauges et de Cholet. Elle est séparée de ces deux gares respectivement par celle aujourd'hui fermée de Saint-Christophe-du-Bois.

## Service des voyageurs
Gare fermée.